# 栗原 (足立区)
栗原（くりはら）は、東京都足立区中部の地名。住居表示実施済みで現行行政地名は栗原一丁目から四丁目。
隣接する地域は、北は西竹の塚および六月、東は島根、南は梅島および西新井栄町、西は西新井。

## 地域
地区の中部を南北に緩くカーブを描きながら走る東武伊勢崎線を境に、東に一・二丁目、西に三・四丁目の街が広がる。地域の南部を東武大師線の高架橋が走り、地域の南端を東京都道318号環状七号線（環七通り）が東西に走る。地区の北部は比較的に区画整理が行き届いており整然とした道路網が整備されているが、南部は農村時代の面影をとどめた細く曲がりくねった道が広がる。

## 地名の由来
江戸時代頃に登場した「栗原」の由来についてはあまり詳しくは分かっていない。1971年から1974年にかけての住居表示実施による周辺町村との領域変更によって、旧六月町および旧西新井町の一部が含まれたが、かつての旧栗原町が大部分であったために「栗原」となった。
当地域では現在、行政的地名として栗原しか残されていないが、古来よりさらに個々の地域的名称が存在していた。それらの地域名称は「ズシ」と呼ばれ生活組織を意味し、かつての旧栗原村には「後栗原」、「石塚」、「満願寺（前栗原）」とに大きく三分されていた。後栗原は、西新井3丁目の十勝甘納豆前にあった、バス停の名前で残されていた（現在は廃止）他には、は石塚公園などの施設名称に残されている。

## 世帯数と人口
2025年（令和7年）1月1日現在（足立区発表）の世帯数と人口は以下の通りである。
| 丁目       | 世帯数    | 人口     |
| ---------- | --------- | -------- |
| 栗原一丁目 | 1,404世帯 | 2,429人  |
| 栗原二丁目 | 1,826世帯 | 3,036人  |
| 栗原三丁目 | 2,027世帯 | 3,733人  |
| 栗原四丁目 | 1,571世帯 | 3,173人  |
| 計         | 6,828世帯 | 12,371人 |

### 人口の変遷
国勢調査による人口の推移。
| 年                 | 人口   |
| ------------------ | ------ |
| 1995年（平成7年）  | 10,448 |
| 2000年（平成12年） | 10,418 |
| 2005年（平成17年） | 12,450 |
| 2010年（平成22年） | 13,016 |
| 2015年（平成27年） | 12,361 |
| 2020年（令和2年）  | 12,656 |

### 世帯数の変遷
国勢調査による世帯数の推移。
| 年                 | 世帯数 |
| ------------------ | ------ |
| 1995年（平成7年）  | 4,077  |
| 2000年（平成12年） | 4,426  |
| 2005年（平成17年） | 5,397  |
| 2010年（平成22年） | 6,160  |
| 2015年（平成27年） | 5,881  |
| 2020年（令和2年）  | 6,472  |

## 学区
区立小・中学校に通う場合、学区は以下の通りとなる（2023年4月時点）。なお、足立区では学校選択制度を導入しており、区内全域から選択することが可能。ただし、小学校に関しては、2018年（平成30年）度から学区域または学区域に隣接する学校のみの選択になる。
| 丁目       | 番地 | 小学校               | 中学校             |
| ---------- | ---- | -------------------- | ------------------ |
| 栗原一丁目 | 全域 | 足立区立島根小学校   | 足立区立第十中学校 |
| 栗原二丁目 | 全域 | 足立区立島根小学校   | 足立区立第十中学校 |
| 栗原三丁目 | 全域 | 足立区立栗原小学校   | 足立区立第十中学校 |
| 栗原四丁目 | 全域 | 足立区立栗原北小学校 | 足立区立第十中学校 |

## 事業所
2021年（令和3年）現在の経済センサス調査による事業所数と従業員数は以下の通りである。
| 丁目       | 事業所数  | 従業員数 |
| ---------- | --------- | -------- |
| 栗原一丁目 | 85事業所  | 399人    |
| 栗原二丁目 | 33事業所  | 148人    |
| 栗原三丁目 | 116事業所 | 1,267人  |
| 栗原四丁目 | 79事業所  | 761人    |
| 計         | 313事業所 | 2,575人  |

### 事業者数の変遷
経済センサスによる事業所数の推移。
| 年                 | 事業者数 |
| ------------------ | -------- |
| 2016年（平成28年） | 322      |
| 2021年（令和3年）  | 313      |

### 従業員数の変遷
経済センサスによる従業員数の推移。
| 年                 | 従業員数 |
| ------------------ | -------- |
| 2016年（平成28年） | 2,246    |
| 2021年（令和3年）  | 2,575    |

## 交通

### 鉄道
- 東武鉄道

東武伊勢崎線：西新井駅 - （西新井栄町所在）
東武大師線：大師前駅 - （西新井所在）

### 道路
- 東京都道461号吾妻橋伊興町線（尾竹橋通り = 東京都都市計画道路補助100号）
- 東京都道318号環状七号線（環七通り）

## 施設
- 足立栗原北郵便局
- 西新井税務署
- ギャラクシティ
  - こども科学館
  - 西新井文化ホール
- 栗原住区センター
- 足立区立栗原北小学校

足立区立栗原小学校の現所在地は、西新井栄町二丁目である（西新井栄町は旧栗原町の地域が多くを占めている）。

## 史跡
- 栗原氷川神社
- 吾妻明神社
- 稲荷神社
- 胡録神社
- 満願寺
  - 関東大震災横死者群霊供養塔
  - たぬき塚
- 徳寿院
- 八幡社跡
- 薬師堂跡
- 猿仏塚

## 歴史
室町時代、栗原の辺りは「渕江郷石塚村」と呼ばれていたことが、「黄梅院文書」から分かっている。江戸時代には「栗原村」の名称が定着している。
かつての栗原村（足立区成立後の栗原町）は、現在の一ツ家地域近辺にも広い飛地があり、この地区は足立区成立後に東栗原町となった。住居表示の実施の際には東栗原の名は残されず、一ツ家などの新しい町名に編入された。足立区立東栗原小学校など、東栗原の名を残す施設は今でもいくつか残っている。

### 年表
- 1889年5月1日 - 東京府南足立郡栗原村が周辺の村と合併し、梅島村が誕生。南足立郡梅島村大字栗原となる。
- 1928年10月1日 - 梅島村が町に昇格し、梅島町となる。
- 1932年10月1日 - 南足立郡が東京市足立区となる。栗原は栗原町とされる。
- 1934年4月1日 - 栗原町の国道4号以東の地域が東栗原町として分離される。
- 1966年4月1日 - 栗原町の一部に住居表示が実施され、梅島三丁目に編入される。
- 1967年3月15日 - 栗原町の一部に住居表示が実施され、西新井一・二丁目に編入される。
- 1967年5月1日 - 栗原町の一部に住居表示が実施され、島根三丁目、六月二丁目に編入される。
- 1971年8月1日 - 栗原町・六月町の一部に住居表示が実施され、栗原一、二丁目が成立。同日、栗原町の一部に住居表示が実施され、六月三丁目・竹の塚一丁目・島根四丁目に編入される。
- 1973年8月1日 -  - 栗原町の一部に住居表示が実施され、西新井栄町一～三丁目に編入される。
- 1974年7月1日 - 栗原町・西新井町の一部に住居表示が実施され、栗原三、四丁目が成立。

## その他

### 日本郵便
- 郵便番号 : 123-0842[3]（集配局 : 足立西郵便局[16]）。

## 関連文献
- 「栗原村」『新編武蔵風土記稿』 巻ノ137足立郡ノ3、内務省地理局、1884年6月。NDLJP:763997/44。